# Schübelbach
Schübelbach (toponimo tedesco) è un comune svizzero di 8 910 abitanti del Canton Svitto, nel distretto di March.

## Infrastrutture e trasporti
Schübelbach è servito dalla stazione di Schübelbach-Buttikon sulla ferrovia Zurigo-Ziegelbrücke.